# Reitter Ferenc-díj (Víz az Élet Alapítvány)
A Reitter Ferenc-díjat a Magyar Víziközmű Szövetség (MaVíz) által létrehozott Víz az Élet Alapítvány hozta létre 2001-ben.

## Odaítélése
Az elismerés életműdíj, ami azoknak a magánszemélyeknek adományozható, akik különösen kiemelkedő teljesítményt nyújtanak a víziközmű szolgáltatás, az ezzel összefüggő környezetvédelem, környezetgazdálkodás szakterületeken hosszú időn át és a szakma által széles körben általánosan elismerten folytatott tudományos, oktatói, publikációs tevékenységük során.
A díjazott személyéről - a MaVíz tagszervezeteinek jelölése alapján - az alapítvány kuratóriuma dönt. Évente egyszer, egy magánszemélynek adható (kivételes esetben lehet két személynek adni). A díjjal szobor, oklevél és  egymillió forint pénzjutalom jár. Átadására a víz világnapján, március 22-én kerül sor.

## Díjazottak
- 2017 - dr. Szlávik Lajos   Magyar Hidrológiai Társaság elnöke
- 2016 - dr. Szöllősi-Nagy András   Víz Világtanács Kormányzótanácsának tagja
- 2015 - Bodor Dezső   Szegedi Vízmű Zrt. műszaki igazgatója
- 2014 - dr. Somlyódy László BME Víziközmű Tanszék professor emeritus
- 2013 - Vörös Ferenc Fővárosi Csatornázási Művek Zrt. nyugalmazott vezérigazgatója
- 2012 - Várszegi Csaba Fővárosi Vízművek Zrt. korábbi műszaki igazgatója
- 2011 - Havas András Soproni Vízmű Zrt. vezérigazgató
- 2010 - dr. Oláh József FCSM Zrt. szakmai főtanácsadó
- 2009 - prof. dr. Ijjas István egyetemi tanár, MHT elnök
- 2008 - Tolnai Béla  vezető tanácsadó
- 2007 - dr. Dulovics Dezső Ph. D.ny. egyetemi docens
- 2006 - Dávidné dr. Deli Matild ny. egyetemi adjunktus, főszerkesztő
- 2005 - dr. Solti Dezső  c. egyetemi docens, főiskolai tanár
- 2004 - dr. Juhász Endre kandidátus, főiskolai tanár
- 2003 - dr. Öllős Géza Professor Emeritus
- 2002 - dr. Benedek Pál tudományos kutató